# ISU Judging System
L'ISU Judging System è il sistema di giudizio attualmente usato per giudicare le discipline del pattinaggio di figura: singolo maschile, singolo femminile, coppie, danza su ghiaccio e sincronizzato. È stato creato e introdotto dall'International Skating Union (ISU), la federazione internazionale di pattinaggio. Questo sistema è usato in tutte le competizioni internazionali scelte dall'ISU, incluse le Olimpiadi invernali.
L'ISU Judging System sostituì il precedente sistema, il 6.0, nel 2004. Questo nuovo sistema fu creato in seguito allo scandalo dei giochi del 2002, nel tentativo di rendere il sistema di giudizio più oggettivo e meno vulnerabile agli abusi.

## Precedente sistema di giudizio
Il pattinaggio di figura era inizialmente giudicato con una scala da 0 a 6. Questa scala è qualche volta chiamata "il vecchio sistema". I pattinatori erano giudicati sul "merito tecnico" (nel programma libero), "elementi richiesti" (nel programma corto), e "presentazione" (in entrambi i programmi). I punteggi di ogni programma andavano da 0.0 al 6.0 ed erano usati per determinare una classifica preferenziale, o "ordinale", formata da ogni giudice; le preferenze dei giudici era poi confrontate per determinare i piazzamenti di ogni pattinatore. I piazzamenti per i due programmi erano poi sommate, il piazzamento del programma lungo veniva più considerato per stilare la classifica.

## Scandalo e conseguenze
Nel 2004, dopo lo scandalo dei giochi olimpici nel 2002, l'ISU adottò il nuovo sistema di giudizio, che divenne obbligatorio per tutte le gare internazionali, compresi i Giochi olimpici, a partire dal 2006.

## Dettagli tecnici

### Il pannello tecnico
Sotto il nuovo sistema, i punteggi tecnici sono assegnati individualmente per ogni elemento. I programmi di gara devono avere un certo numero di elementi. Ogni elemento è giudicato prima dal technical specialist che identifica lo specifico elemento. Il technical specialist usa il video replay per verificare la correttezza della chiamata dell'elemento; per esempio verificare la rotazione di un salto. La decisione del technical specialist determina il valore base dell'elemento. Un pannello di nove giudici dopo assegna un voto chiamato grade of execution (GOE) che va da +3 a -3. Il GOE è dopo tradotto in un valore usando una scala dei valori diramata dall'ISU. Il valore del GOE dei nove giudici viene calcolato scegliendo casualmente sette giudici, eliminando il più alto e il più basso. Questa media è dopo aggiunta o sottratta al valore base dell'elemento. A partire dalla stagione 2018-2019 la scala dei GOE è stata ampliata ad undici possibili valori, che vanno da +5 a -5.
I pattinatori possono ricevere delle detrazioni se cadono o eseguono elementi illegali.

### Elementi
Il numero e tipo di elementi in un programma dipende dall'evento e dal livello della competizione. Nelle gare senior, i programmi corti dei singoli e delle coppie contengono sette elementi. I sette elementi sono scelti dall'ISU. Ogni pattinatore può eseguire una combinazione di salti, due salti singoli, tre trottole e una sequenza passi. Le coppie invece devono eseguire: ogni lift preso dall'anca (gruppo tre), un twist lift, un salto lanciato, un salto singolo, una pair spin, una spirale della morte e una sequenza di passi.
I programmi lunghi dei senior hanno 13 elementi per le coppie, 13 per gli uomini e 12 per le donne. Ogni dettaglio nelle regole 512 e 521 dell'ISU (versione 2010).

### Dettagli di gara
Dopo ogni evento, i punteggi dei giudici sono pubblicati in un documento conosciuto come "judges' details per skater". Ci sono specifiche sigle nei dettagli di gara.
Se un pattinatore esegue più del numero permesso di un certo tipo di elemento in un programma, l'elemento sarà identificato e chiamato e confermato dal technical controller, ma riceverà un valore base uguale a 0 anche il GOE sarà 0 anche se giudicato dai giudici. Nei dettagli di gara, gli elementi che sono stati annullati sono segnati da un asterisco (*) dopo il nome dell'elemento, esempio: 2A*. I salti eseguiti dopo la metà del programma sono segnati con una "x" e ricevono un bonus del 10% aggiunto al proprio valore base. Se un salto è stato chiamato avendo un incorretto filo di partenza (per esempio, un filo interno nel Lutz), quel salto è segnato con una "e" e il GOE è basato sulla severità del filo sbagliato. Salti che sono sotto ruotati sono segnati con un "<" o un "<<" secondo i giri completati prima di atterrare. "<" indica che il salto è sotto ruotato più di ¼ di giro, e la base del valore è ridotta del 70%. "<<" indica che al salto manca più di mezzo giro e prenderà il valore del salto precedente (esempio un 2A<< avrà il valore di 1A).
I salti eseguiti in una combinazione sono segnati come un singolo elemento e viene fatta la somma dei due valori base per ottenere il punteggio. Dopo si aggiungerà o si sottrarrà il GOE. 
Una combinazione può essere anche una sequenza, se in mezzo ai salti si esegue un doppio tre, un tre di valzer o passi. Essa prenderà un valore inferiore rispetto alla combinazione.

#### Abbreviazioni
Tutti gli elementi nei dettagli di gara sono abbreviati. Questa è una lista dei più comuni. 
| Abbreviazioni                       | Nome completo                                                     |
| Salti                               | Salti                                                             |
| ----------------------------------- | ----------------------------------------------------------------- |
| T                                   | Toe loop                                                          |
| A                                   | Axel                                                              |
| S                                   | Salchow                                                           |
| Lo                                  | Loop                                                              |
| F                                   | Flip                                                              |
| Lz                                  | Lutz                                                              |
| Salti lanciati (throw jumps)        |                                                                   |
| TTh                                 | Throw toe loop                                                    |
| STh                                 | Throw salchow                                                     |
| LoTh                                | Throw loop                                                        |
| FTh                                 | Throw flip/lutz                                                   |
| ATh                                 | Throw axel                                                        |
| Trottole (spins)                    |                                                                   |
| USp                                 | Upright Spin (trottola alta)                                      |
| LSp                                 | Layback spin (rovesciata)                                         |
| CSp                                 | Camel spin (angelo)                                               |
| SSp                                 | Sit spin (bassa)                                                  |
| FUSp                                | Flying upright spin (saltata)                                     |
| FLSp                                | Flying layback spin                                               |
| FCSp                                | Flying camel spin                                                 |
| FSSp                                | Flying sit spin                                                   |
| CUSp                                | Change foot upright spin (cambio piede)                           |
| CLSp                                | Change foot layback spin                                          |
| CCSp                                | Change foot camel spin                                            |
| CSSp                                | Change foot sit spin                                              |
| CoSp                                | Combination spin (trottola combinata)                             |
| CCoSp                               | Combination spin with change of foot (combinata con cambio piede) |
| PSp                                 | Pair spin (trottola in coppia)                                    |
| PCoSp                               | Pair combination spin                                             |
| Sequenza passi (step sequence)      |                                                                   |
| SlSt                                | Straight line step sequence (linea retta)                         |
| CiSt                                | Circular step sequence (circolare)                                |
| SeSt                                | Serpentine step sequence (serpentina)                             |
| MiSt                                | Midline in hold step sequence                                     |
| DiSt                                | Diagonal in hold step sequence                                    |
| NtMiSt                              | Not Touching Midline Steps                                        |
| NtMiTw                              | Not Touching Midline Sequential Twizzles                          |
| ChSt                                | Choreography Step Sequence                                        |
| Spirali                             |                                                                   |
| ChSp                                | Choreography Spirals                                              |
| Sollevamenti artistico (Pair lifts) |                                                                   |
| 1Li                                 | Group one lift                                                    |
| 2Li                                 | Group two lift                                                    |
| 3Li                                 | Group three lift                                                  |
| 4Li                                 | Group four lift                                                   |
| 5TLi                                | Group five toe lasso lift                                         |
| 5SLi                                | Group five step in lasso lift                                     |
| 5RLi                                | Group five reverse lasso lift                                     |
| 5ALi                                | Group five axel lasso lift                                        |
| TTw                                 | Toeloop twist lift                                                |
| LzTw                                | Lutz/Flip twist lift                                              |
| ATw                                 | Axel twist lift                                                   |
| Sollevamenti danza (Dance lifts)    |                                                                   |
| StaLi                               | Stationary lift                                                   |
| SlLi                                | Straight line lift                                                |
| CuLi                                | Curve lift                                                        |
| RoLi                                | Rotational lift                                                   |
| SeLi                                | Serpentine lift                                                   |
| RRoLi                               | Reverse rotational lift                                           |
| Spirali della morte (death spirals) |                                                                   |
| FiDs                                | Forward inside death spiral                                       |
| BiDs                                | Backward inside death spiral                                      |
| FoDs                                | Forward outside death spiral                                      |
| BoDs                                | Backward outside death spiral                                     |
| Elementi di danza (Dance elements)  |                                                                   |
| STw                                 | Synchronized twizzles                                             |

Il livello di una trottola o sequenza passi è segnato con un numero vicino al nome dell'elemento. Il numero di giri in un salto è segnato da un numero prima dell'elemento. Per esempio “3A” si intende un triplo axel, mentre “SlSt4” si intende una sequenza passi di livello 4. Se non vi è nessun numero prima o dopo l'elemento, esso sarà considerato nullo.

### Componenti del programma (components)
Il punteggio della presentazione è stato sostituito da cinque categorie, chiamate componenti del programma. I componenti sono (1) skating skills (SS), ovvero la qualità della pattinata, (2) transitions (TR), cioè le transizioni tra gli elementi tecnici, (3) performance/execution (PE), ovvero come il pattinatore sta in pista e la qualità dei suoi movimenti, (4) choreography (CH), la coreografia del programma e (5) interpretation (IN), cioè l'interpretazione del pattinatore. Una dettagliata descrizione dei components è data dall'ISU (lingua inglese). Ogni components va da 0 a 10 con incrementi di 0.25. I cinque punteggi sono poi moltiplicati per un fattore che dipende dal tipo di programma e livello. 
Per le senior donne e coppie, il fattore è 0.80 per il programma corto e 1.6 per il lungo. Per i senior uomini il fattore è 1 per il corto e 2 per il lungo. I fattori sono stabiliti così il punteggio totale del punteggio artistico sarà equo al punteggio totale degli elementi tecnici. I senior uomini tendono avere un punteggio tecnico alto rispetto alle donne perché hanno un numero maggiore di salti, così i loro components hanno un fattore di moltiplicazione alto per riflettere la differenza.